# Vendée Globe 2008/2009

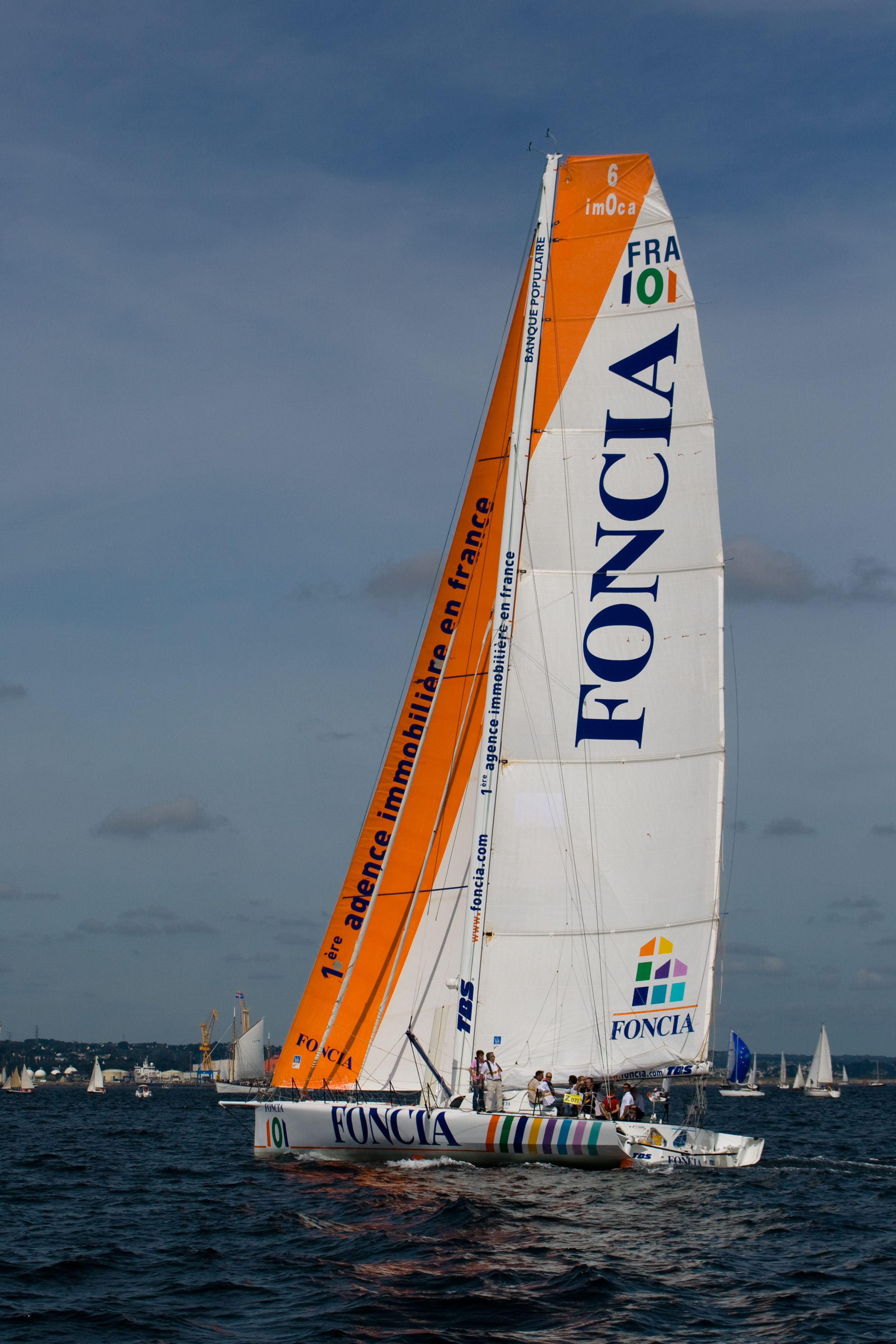
Foncia, die Yacht von Michel Desjoyeaux (Sieger 2000/2001 und 2008/2009)

Die Vendée Globe ist eine Nonstop-Einhand-Segelregatta rund um die Welt, die 2008/2009 zum sechsten Mal ausgetragen wurde. 1989 von Philippe Jeantot ins Leben gerufen, findet die Regatta alle vier Jahre statt. Start war diesmal am 9. November 2008 um 13 Uhr in Les Sables-d’Olonne (Frankreich). Der Sieger der Austragung 2008/2009 heißt Michel Desjoyeaux (Foncia); er schaffte die Nonstop-Weltumrundung mit einer Gesamtstrecke von 28.300 Seemeilen bei seinem Sieg am 1. Februar 2009 um 16.11 Uhr in 84 Tagen, 3 Stunden, 9 Minuten und 8 Sekunden, was einer Durchschnittsgeschwindigkeit von 14,02 Knoten entspricht.

## Regattastrecke
Start und Ziel ist jeweils Les Sables-d’Olonne an der französischen Atlantikküste. Die Strecke führt um die Kaps der Guten Hoffnung, Leeuwin und Hoorn an Backbord und die Antarktis an Steuerbord. Die obligatorischen Streckenpunkte wurden von der Rennleitung in Zusammenarbeit mit den Teilnehmern festgelegt. Die Siegerzeit der vorherigen Austragung lag bei 87 Tagen, 10 Stunden, 47 Minuten und 55 Sekunden (Vincent Riou, „PRB“, 2004/2005), Durchschnittsgeschwindigkeit 11,3 Knoten.

## Bootsklasse
Die teilnehmenden Yachten sind Einrumpfboote von einer Länge zwischen 59 und 60 Fuß, also ungefähr 18 Meter. Sie müssen den Regeln der IMOCA für Boote der Open-60-Klasse entsprechen.

## Teilnehmer
Dreißig Skipper hatten sich für dieses Rennen gemeldet (darunter zwei Frauen). Traditionell kamen die meisten Teilnehmer aus Frankreich. Einziger deutschsprachiger Teilnehmer war Norbert Sedlacek aus Österreich. Aus der Schweiz nahmen Bernard Stamm und Dominique Wavre teil. Um zugelassen zu werden, mussten die Teilnehmer ein Qualifikationsrennen absolvieren.
Die 30 Teilnehmer:
| Teilnehmer             | Nationalität           | Bootsname                  |
| ---------------------- | ---------------------- | -------------------------- |
| Roland Jourdain        | Frankreich             | Véolia Environnement       |
| Jérémie Beyou          | Frankreich             | Delta Dore                 |
| Jean-Pierre Dick       | Frankreich             | Paprec-Virbac 2            |
| Jean Le Cam            | Frankreich             | VM Matériaux               |
| Samantha Davies        | Vereinigtes Königreich | Roxy                       |
| Yann Eliès             | Frankreich             | Generali                   |
| Kito De Pavant         | Frankreich             | Groupe Bel                 |
| Arnaud Boissières      | Frankreich             | Akéna Vérandas             |
| Marc Guillemot         | Frankreich             | Safran                     |
| Michel Desjoyeaux      | Frankreich             | Foncia                     |
| Loïck Peyron           | Frankreich             | Gitana Eighty              |
| Rich Wilson            | Vereinigte Staaten     | Great American III         |
| Bernard Stamm          | Schweiz                | Cheminées Poujoulat        |
| Dominique Wavre        | Schweiz                | Temenos II                 |
| Derek Hatfield         | Kanada                 | Algimouss-Spirit of Canada |
| Mike Golding           | Vereinigtes Königreich | Ecover                     |
| Jean-Baptiste Dejeanty | Frankreich             | Maisonneuve                |
| Yannick Bestaven       | Frankreich             | Aquarelle.com              |
| Raphaël Dinelli        | Frankreich             | Fondation Océan Vital      |
| Unai Basurko           | Spanien                | Pakea Bizkaia              |
| Armel Le Cléac’h       | Frankreich             | Brit Air                   |
| Alex Thomson           | Vereinigtes Königreich | Hugo Boss                  |
| Sébastien Josse        | Frankreich             | BT                         |
| Dee Caffari            | Vereinigtes Königreich | Aviva                      |
| Steve White            | Vereinigtes Königreich | Spirit of Weymouth         |
| Marc Thiercelin        | Frankreich             | DCNS                       |
| Jonny Malbon           | Vereinigtes Königreich | Artemis                    |
| Vincent Riou           | Frankreich             | PRB                        |
| Brian Thompson         | Vereinigtes Königreich | Bahrain Team Pindar        |
| Norbert Sedlacek       | Österreich             | Nauticsport-Kapsch         |

## Verlauf
Nach einem stürmischen Beginn unmittelbar im Anschluss an den Start des Rennens im Golf von Biskaya, wo es bei Windgeschwindigkeiten bis zu 55 Knoten und sieben Meter Wellengang zu Mastbrüchen auf mehreren Yachten und Kollisionen kam, passierten die Teilnehmer Madeira, die Kanaren, die Kapverden, die innertropische Konvergenzzone (im Atlantik auch mit dem nautischen Fachbegriff Doldrums genannt), den Äquator sowie die Zone der Passatwinde rund ums Kap der Guten Hoffnung. Die nächste Kursetappe verlief ostwärts zwischen dem 40. und 50. Breitengrad Süd, das heißt in der Zone der antarktischen Eisberge, Richtung Australien (Kap Leeuwin). Die hier vorherrschenden Stürme forderten neue Opfer. Neben den beiden Schweizer Teilnehmern Dominique Wavre und Bernard Stamm erlitten inzwischen drei weitere Bootsführer Schäden an ihren Renngeräten: In Führung liegend verzeichnete Jean-Pierre Dick (Paprec-Virbac 2) Ruderbruch, der zwischenzeitliche Erste Mike Golding (Ecover) meldete Mastbruch, und Jean-Baptiste Dejeanty (Maisonneuve) gab nach furioser Aufholjagd wegen verschiedener Probleme mit den beiden Autopiloten und der Takelage auf.
Südlich von Kap Leeuwin brach sich Yann Eliès (Generali) bei Arbeiten am Vorschiff den Oberschenkel und musste durch die australische Fregatte HMAS Arunta evakuiert werden. Die Rennleitung hatte zuvor Marc Guillemot (Safran) angewiesen, Eliès als nächstliegender Rennteilnehmer zu Hilfe zu kommen. Das Boot, die Generali, zunächst sich selbst überlassen, konnte nicht mehr geborgen werden, da die Funksignalanlage offenbar ausgefallen war, und das Boot daher nicht mehr geortet werden konnte. Es wurde verloren gegeben.
An dritter Stelle liegend, bekam wenige Tage später das Boot von Sebastian Josse (BT) durch eine Extremwelle so starke Schlagseite, dass der Mast ins Wasser eintauchte und sämtliche Ortungsgeräte abgerissen wurden. Da Josse bei einer genaueren Untersuchung der Schäden auch am Kabinendeck und der Masthalterung Risse feststellte sowie einen Schaden an der Backbord-Ruderanlage, gab er das Rennen auf und steuerte Neuseeland an. Ebenfalls durch eine Extremwelle bekam auch das Boot von Derek Hatfield (Algimouss) starke Schlagseite mit Masteintauchen, wodurch die Backbord-Takelage abgerissen wurde.
Am 1. Januar 2009 musste Jean-Pierre Dick (Paprec-Virbac 2) endgültig das Rennen aufgeben. Wenige Tage zuvor war das Steuerbord-Ruder gebrochen, was er noch mit Bordmitteln reparieren konnte. Am Neujahrstag dann riss nach der Kollision mit einem unbekannten schwimmenden Objekt das Backbord-Ruder ab und Dick entschied sich, aus Sicherheitsgründen den nächsten Hafen anzulaufen. Am 4. Januar musste auch Jonny Malbon (Artemis) die Segel streichen: Irreparable Schäden am Großsegel sowie diverse andere Probleme zwangen ihn zum Aufgeben.
Jean le Cam (VM Materiaux) gab am frühen Morgen des 6. Januar – an dritter Stelle liegend – ein Notsignal ab. Wenig später aktivierte sich die automatische Notsignalanlage. Danach riss der Kontakt ab. Ein Flugzeug der chilenischen Marine-Rettungseinheiten überflog am Vormittag die Unglücksstelle und stellte fest, dass die Yacht gekentert war, die Kielbombe verloren hatte und kieloben trieb. Ein Öltanker nahm ebenfalls Kurs auf Le Cams letzte bekannte Position 200 Seemeilen westlich von Kap Hoorn. Über das Schicksal des Skippers bestand zunächst Unklarheit. Le Cam wurde um 18:00 UTC von seinem Konkurrenten Vincent Riou (PRB) gerettet. Bei der Rettungsaktion riss bei PRB jedoch der backbordseitige Ausleger ab. Riou nahm anschließend Kurs auf den Beagle-Kanal, um Jean Le Cam dort an Land zu bringen, wo Isabelle Autissier zufällig auf die beiden wartete (in Puerto Williams). Kurz nach 20 Uhr Ortszeit teilte Riou der Rennleitung dann mit, dass sein Boot aufgrund des beschädigten Auslegers Mastbruch erlitten habe. Unmittelbar darauf wurde von Puerto Williams das chilenische Schnellboot Alacalufe in Marsch gesetzt, um die etwa 50 Seemeilen vom Hafen entfernte havarierte Yacht in den Hafen zu schleppen. Da der Mastbruch sich in Zusammenhang mit der Rettungsaktion ereignete und Vincent Riou zu diesem Zeitpunkt drittplatziert war, entschied die Rennleitung, Vincent Riou einen dritten Platz zuzusprechen, den er sich mit dem dann Drittplatzierten teilte.
Michel Desjoyeaux (Foncia), einer der erfolgreichsten Segler der Welt, gewann die Vendée Globe 2008/2009 am 1. Februar 2009 um 16.11 Uhr mit einer Siegerzeit von 84 Tagen und 3 Stunden, was gegenüber dem Sieger der letzten Austragung, Vincent Riou, eine Verbesserung von knapp drei Tagen darstellte. Zweiter wurde Armel le Cléac'h (Brit Air), der am 7. Februar um 8.41 Uhr in Les Sables d’Olonne ankam, mit einer Zeit von 89 Tagen, 9 Stunden, 39 Minuten und 35 Sekunden, was einer Durchschnittsgeschwindigkeit von 12,7 Knoten entsprach (und damit immer noch unter der Siegerzeit von 2004/2005 lag).
Marc Guillemot (Safran) stellte am 8. Februar 2009 fest, dass – nachdem die Kielaufhängung schon angebrochen war – auch seine Kielbombe verschwunden war. Damit trat dieser Schaden bislang bei insgesamt vier Teilnehmern auf. Guillemot setzte das Rennen aber fort und überstand die letzten rund 1000 Seemeilen bei mäßigen Winden allein mit seinen Ballasttanks als Ausgleich für den Winddruck in den Segeln. Trotz des Handicaps erreichte er an mehreren Tagen über zehn Knoten Durchschnittsgeschwindigkeit und letztendlich den 3. Platz.
Vierte wurde Samantha Davies (Roxy), die am 14. Februar 2009 um 0.41 Uhr in Les Sables d’Olonne ankam, mit einer Zeit von 95 Tagen, 4 Stunden, 39 Minuten und 1 Sekunde, was einer Durchschnittsgeschwindigkeit von 12 Knoten entspricht. Obwohl sie das Ziel vor Marc Guillemot (Safran) erreichte, wurde diesem der 3. Platz zugesprochen, da er eine Zeitgutschrift von 50 Stunden (netto) für seine Kursabweichung bei der Rettung von Yann Eliès zugesprochen bekommen hatte. Ebenfalls den dritten Platz zugesprochen bekam ex aequo Vincent Riou für seinen Einsatz bei der Rettung von Jean le Cam, im Gefolge derer Rious Boot  PRB – auf dem 3. Platz liegend – irreparable Schäden erlitt. Fünfter wurde Brian Thompson (Bahrein Team Pindar), sechste Dee Caffari (Aviva). Sie ist damit die erste Frau, der die Einhand-Nonstop-Weltumsegelung in beiden Richtungen gelungen ist.
Von den ursprünglich 30 gestarteten Booten mussten bisher 19 wegen verschiedener Materialschäden aufgeben (Stand: 15. Februar 2009). Diese Quote erreicht damit die Austragung 1996, als schon einmal zwei Drittel aller Boote aufgeben mussten. 2000 und 2004 blieb es bei „nur“ einem Drittel, die ausschieden.
Der Österreicher Norbert Sedlacek erreichte am 15. März 2009 das Ziel und gelangte auf den 11. und letzten Platz.
Um die Rettung von Jean le Cam war ein Rechtsstreit entstanden, da Vincent Rious Sponsor PRB entgegen ersten Zusagen mit den dadurch entstandenen Schäden an der PRB und den Kosten für ihren Rücktransport nach Frankreich in Höhe von insgesamt 750.000 Euro alleingelassen wurde. Es wurde von PRB Schadensersatzklage eingereicht, um gerichtlich feststellen zu lassen, welche der übrigen Beteiligten (Rennveranstalter, VM Matériaux etc.) im juristischen Sinne verpflichtet waren, für die entstandenen Kosten zumindest teilweise mit aufzukommen.

## Zieleinlauf
| Platz | Teilnehmer        | Nationalität           | Schiffsname           | Datum      | Uhrzeit | Strecke in Seemeilen | gesegelte Zeit                                                                     | Durchschnittsgeschwindigkeit |
| ----- | ----------------- | ---------------------- | --------------------- | ---------- | ------- | -------------------- | ---------------------------------------------------------------------------------- | ---------------------------- |
| 1     | Michel Desjoyeaux | Frankreich             | Foncia                | 01.02.2009 | 16:11   | 28.300               | 84 Tage, 3 Std., 9 Min., 8 Sek.                                                    | 14,02 Knoten                 |
| 2     | Armel le Cléac'h  | Frankreich             | Brit Air              | 07.02.2009 | 08:41   | 27.233               | 89 Tage, 9 Std., 39 Min., 35 Sek.                                                  | 12,7 Knoten                  |
| 3     | Marc Guillemot    | Frankreich             | Safran                | 16.02.2009 | 01:21   | 28.400               | 95 Tage, 3 Std., 19 Min., 36 Sek. (-50 Std. Zeitgutschrift für Rettung Yann Eliès) | 12,4 Knoten                  |
| 3     | Vincent Riou      | Frankreich             | PRB                   | 08.01.2009 | -       | -                    | -                                                                                  | -                            |
| 4     | Samantha Davies   | Vereinigtes Königreich | Roxy                  | 14.02.2009 | 00:41   | 27.470               | 95 Tage, 4 Std., 39 Min., 1 Sek.                                                   | 12,0 Knoten                  |
| 5     | Brian Thompson    | Vereinigtes Königreich | Bahrain Team Pindar   | 16.02.2009 | 08:31   | 28.700               | 98 Tage, 20 Std., 29 Min., 55 Sek.                                                 | 12,1 Knoten                  |
| 6     | Dee Caffari       | Vereinigtes Königreich | Aviva                 | 16.02.2009 | 14:12   | 27.900               | 99 Tage, 1 Std., 10 Min., 57 Sek.                                                  | 11,8 Knoten                  |
| 7     | Arnaud Boissières | Frankreich             | Akéna Verandas        | 22.02.2009 | 14:35   | 27.840               | 105 Tage, 2 Std., 33 Min., 50 Sek.                                                 | 11,0 Knoten                  |
| 8     | Steve White       | Vereinigtes Königreich | Toe in the water      | 26.02.2009 | 12:38   | 28.200               | 109 Tage, 0 Std., 39 Min., 55 Sek.                                                 | 10,8 Knoten                  |
| 9     | Rich Wilson       | Vereinigte Staaten     | Great American III    | 10.03.2009 | 12:43   | 28.600               | 121 Tage, 0 Std., 41 Min., 19 Sek.                                                 | 9,8 Knoten                   |
| 10    | Raphaël Dinelli   | Frankreich             | Fondation Océan Vital | 14.03.2009 | 14:34   | 28.150               | 125 Tage, 2 Std., 32 Min., 24 Sek.                                                 | 9,4 Knoten                   |
| 11    | Norbert Sedlacek  | Österreich             | Nauticsport-Kapsch    | 15.03.2009 | 17:33   | 27.707               | 126 Tage, 5 Std., 31 Min., 56 Sek.                                                 | 9,1 Knoten                   |

## Ausgeschiedene Teilnehmer
| Teilnehmer             | Nationalität           | Schiffsname         | Datum             | Grund                                                    | Ort                    |
| ---------------------- | ---------------------- | ------------------- | ----------------- | -------------------------------------------------------- | ---------------------- |
| Yannick Bestaven       | Frankreich             | Aquarelle.com       | 11. November 2008 | Mastbruch                                                | Golf von Biskaya       |
| Marc Thiercelin        | Frankreich             | DCNS                | 11. November 2008 | Mastbruch                                                | Golf von Biskaya       |
| Kito de Pavant         | Frankreich             | Groupe Bel          | 11. November 2008 | Mastbruch                                                | Golf von Biskaya       |
| Alex Thomson           | Vereinigtes Königreich | Hugo Boss           | 13. November 2008 | Rumpfriss                                                | Golf von Biskaya       |
| Jérémie Beyou          | Frankreich             | Delta Dore          | 26. November 2008 | Takelagenbruch                                           | Äquator                |
| Unai Basurko           | Spanien                | Pakea Bizkaia       | 7. Dezember 2008  | Ruderbruch                                               | Kap der Guten Hoffnung |
| Loïck Peyron           | Frankreich             | Gitana Eighty       | 10. Dezember 2008 | Mastbruch                                                | Kerguelen-Archipel     |
| Dominique Wavre        | Schweiz                | Temenos             | 12. Dezember 2008 | Beschädigung der Kielaufhängung                          | Kerguelen-Archipel     |
| Bernard Stamm          | Schweiz                | Cheminées Poujoulat | 13. Dezember 2008 | Ruderaufhängung                                          | Kerguelen-Archipel     |
| Mike Golding           | Vereinigtes Königreich | Ecover              | 16. Dezember 2008 | Mastbruch                                                | vor Kap Leeuwin        |
| Jean-Baptiste Dejeanty | Frankreich             | Maisonneuve         | 16. Dezember 2008 | Schäden an beiden Autopiloten und Takelage               | vor Kap Leeuwin        |
| Yann Eliès             | Frankreich             | Generali            | 18. Dezember 2008 | Oberschenkelverletzung und Rippenbrüche                  | südlich Kap Leeuwin    |
| Sebastien Josse        | Frankreich             | BT                  | 29. Dezember 2008 | Mast- und Deckbeschädigung, Ruderschaden                 | Pazifik                |
| Derek Hatfield         | Kanada                 | Algimouss           | 29. Dezember 2008 | Takelagenschaden                                         | Pazifik                |
| Jean-Pierre Dick       | Frankreich             | Paprec-Virbac 2     | 1. Januar 2009    | Bruch des Steuerbord-Ruders, Verlust des Backbord-Ruders | Pazifik                |
| Jonny Malbon           | Vereinigtes Königreich | Artemis             | 4. Januar 2009    | Irreparable Großsegel-Schäden                            | Pazifik                |
| Jean Le Cam            | Frankreich             | VM Matériaux        | 6. Januar 2009    | Kenterung infolge Kielbombenverlust                      | Kap Hoorn              |
| Roland Jourdain        | Frankreich             | Véolia              | 2. Februar 2009   | Aufgabe nach Kielbombenverlust                           | Südatlantik            |